# San Giuseppe (Rovato)
San Giuseppe è un centro abitato d'Italia, frazione del comune di Rovato.
Al censimento del 21 ottobre 2001 contava 334 abitanti.

## Geografia fisica

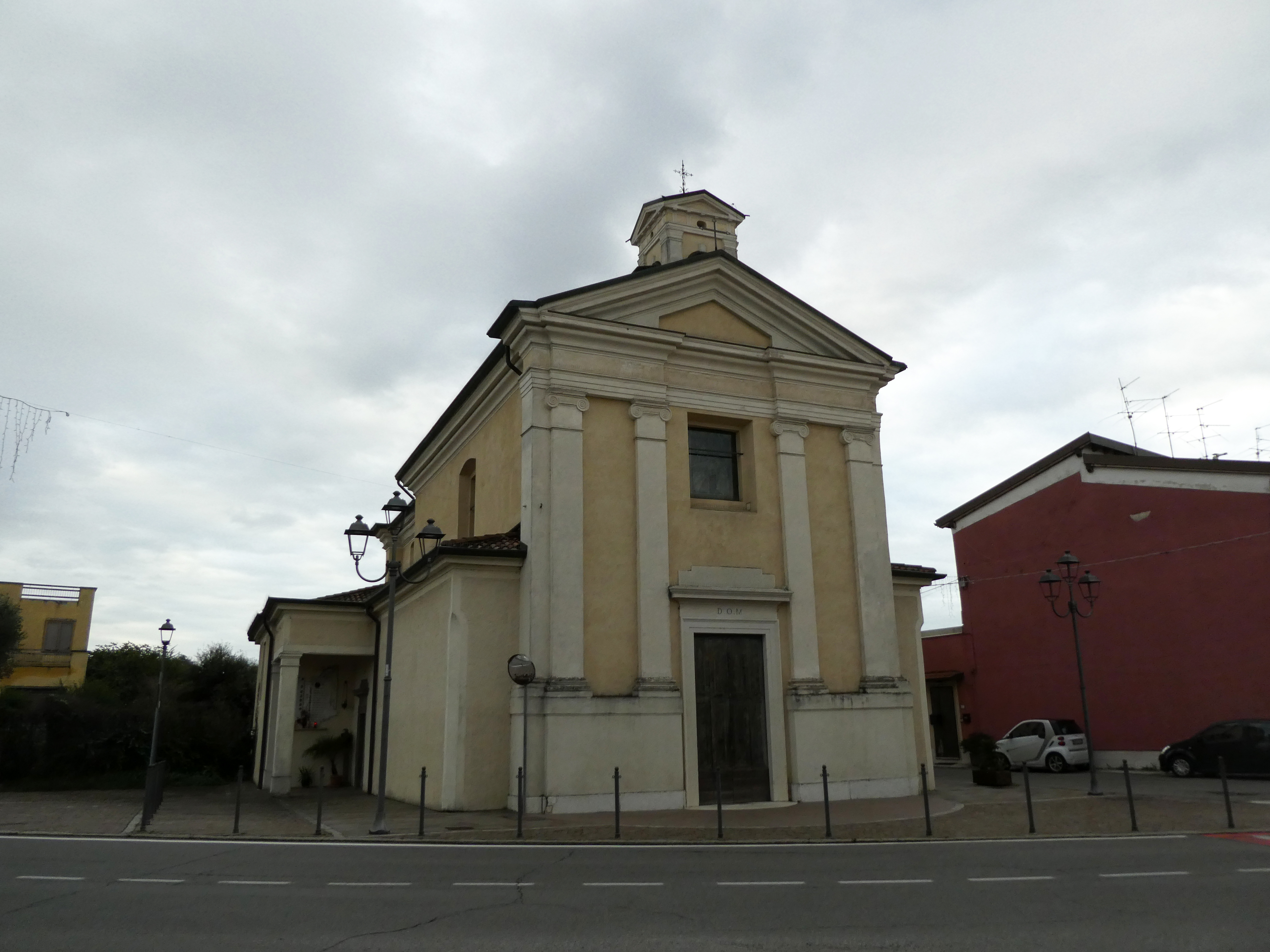
La chiesa di San Giuseppe

La località è sita a 141 metri sul livello del mare.

## Monumenti e luoghi di interesse
- Chiesa di San Giuseppe.

## Infrastrutture e trasporti

### Ferrovie
Dal 1932 al 1956 la località di San Giuseppe fu servita da una fermata della ferrovia Cremona-Iseo, esercita dalla Società Nazionale Ferrovie e Tramvie.